# Carduelis corsicana
El verderón corso (Carduelis corsicana) es una especie de ave paseriforme de la familia Fringillidae endémica de Córcega, Cerdeña y algunas islas menores aledañas.